# Нузал
Нуза́л (осет. Нузал) — посёлок в Алагирском районе Республики Северная Осетия-Алания. Входит в состав Мизурского сельского поселения.

## История
Одно из самых древних и исторических поселений Осетии, основанное приблизительно в XI веке. До монгольского нашествия в Нузале жил последний Аланский царь Ос-Багатар II, который действовал во времена монгольского завоевания Алании и Грузии, вместе со своим братом Фареджаном (Пареджаном) участвовал в борьбе грузинских феодалов за царский престол. Ос-Багатар II контролировал высокогорную Осетию, в частности, Алагирское ущелье, где производилось серебро (оно упомянуто в эпитафии на склепе-часовне над могилой Ос-Багатара II). В 1292 году ему удалось захватить грузинский город-крепость Гори с окрестными поселениями на предгорной равнине. Тем самым Ос-Багатар II пытался восстановить аланскую государственность, фактически утраченную в северных предгорьях Кавказа, с помощью хулагуидов, которыми в то время правил Газан-хан. В 1306 году Ос-Багатар II погиб. После его смерти грузинскому царю Георгию V Блистательному на фоне ослабления позиций монголов удалось объединить грузинских феодалов и, среди прочих достижений, вернуть контроль над Гори.
Вместе с Ос-Багатаром жила его дружина, в селе также жили пятеро потомков Ос-Багатара: Сидамон, Царазон, Цахил, Кусагон, Агуз, здесь же (предположительно, во дворе древнего монастыря) в основном захоронены и нузальские монахи, которые были братьями последнего царя Ос-Багатара. Сам Ос-Багатар и его дружина погребены под храмом и в округе. В селении находятся множество достояний нации: археологические находки из золота, серебра, церковная утварь. В селении проживали фамилии — Аладжиковы, Мзоковы, Тотиевы. До XX века в селе ещё проживало множество людей.
Нузал в советские годы входил в состав Мизурского поселкового совета, и был одним из центров Алагирского района. По исследованию археолога и историка Пчелиной, найденные в 1934 году останки принадлежат, предположительно, супругу грузинской царицы Тамары Давиду Сослану.
С 1930-х годов село активно развивалось, здесь работала пекарня, которая кормила хлебом практически всё ущелье. В селении работали восьмилетняя школа, детский сад, деревообрабатывающий цех.
Сейчас в Нузале живут порядка полусотни человек. Всё больше сельчан перебираются на равнину, есть попытки развития туризма.

## Достопримечательности
Нузал — одно из древнейших и интересных в историческом плане селений Северной Осетии. Основанное, по преданиям, осетинами, выселившимися из сел. Назгин, оно до сих пор поражает своими древними памятниками — пещерной крепостью (типа Дзивгисской, Урсдонской) и особенно Христианской Нузальской часовней с замечательными по красоте и мастерству исполнения фресками, погребом. Памятники Нузала исследовались многими кавказоведами.

## Известные уроженцы
- Ос-Багатар — последний Аланский царь,
- Бола Тлиаг — средневековый аланский монах-иконописец (расписывал Нузальскую часовню),
- Тотиев, Аким Бибоевич (1885—1910) — осетинский народный герой,
- Тотиев, Юрий (Георгий) Бабусович (Бабуцович) (1939—2014) —  Заслуженный работник транспорта Российской Федерации,  Главный инженер локомотивного депо г.Кемь Октябрьской железной дороги, Республика Карелия,
- Аладжиков Михаил Казгериевич (р. 1918) — герой ВОВ, награждён медалью «За победу над Германией».